# 群馬県道340号如来堂大間々線
群馬県道340号如来堂大間々線（ぐんまけんどう 340ごう にょらいどうおおまません）は、群馬県桐生市相生町の如来堂（報身寺）からみどり市大間々町に至る県道である。

## 路線データ
- 起点：桐生市相生町一丁目 如来堂[1]（国道122号上〈報身寺前〉）
- 終点：みどり市大間々町大間々（国道122号交点）[注釈 1]

## 歴史
- 1959年（昭和34年）9月18日：群馬県より現・道路法に基づき、県道如来堂大間々線（桐生市相生町 如来堂 - 山田郡大間々町大字大間々、整理番号157）が路線認定される[2]。

## 交差する道路
- 国道122号：桐生市広沢町1丁目 - 相生町2丁目（重複区間）
- 群馬県道3号前橋大間々桐生線：桐生市相生町2丁目
- 国道122号：みどり市大間々町大間々（終点）